# Art islàmic

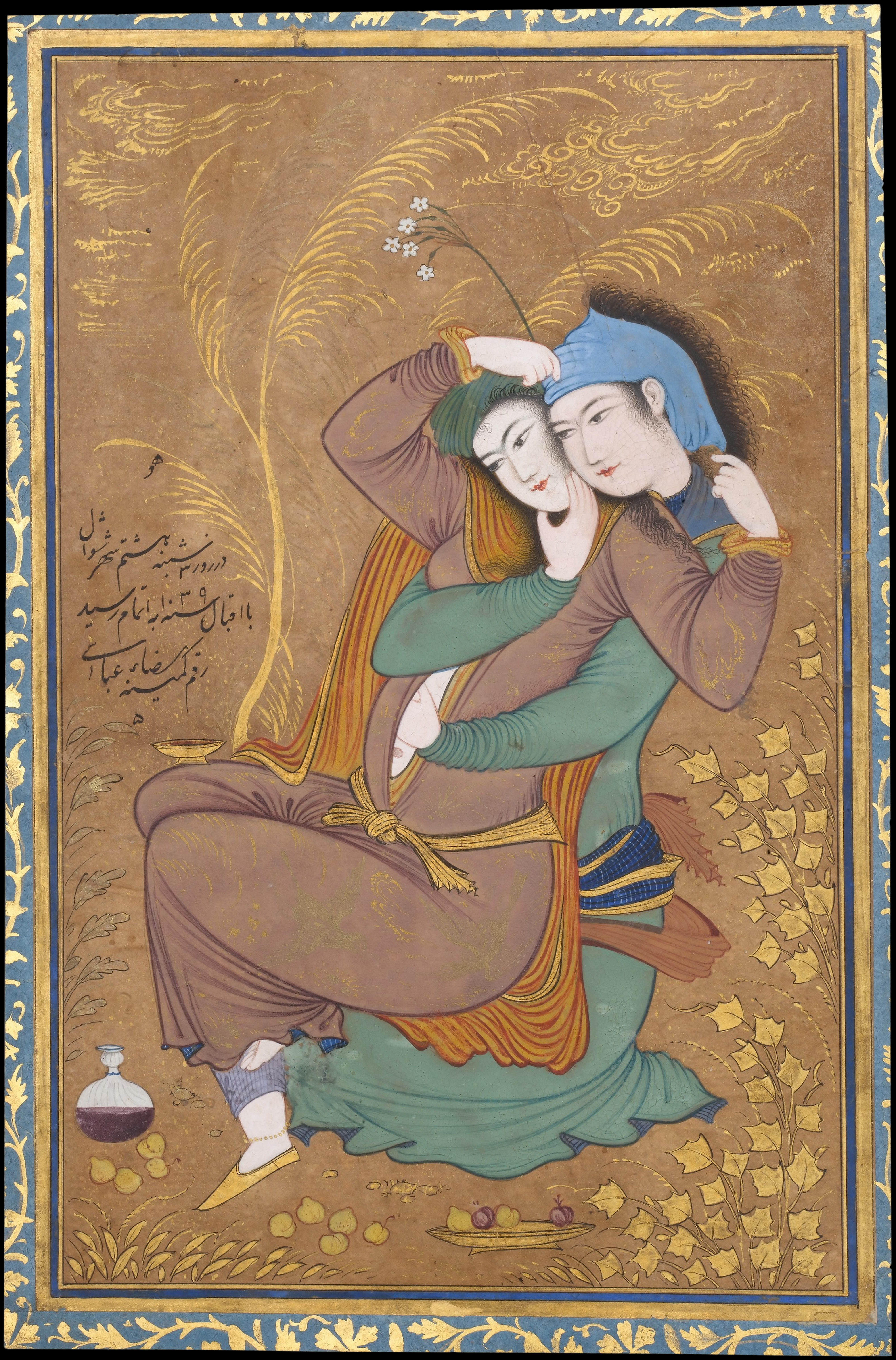
Dos amants, 1630, de Riza Abbassí. Art persa del període safàvida

L'art islàmic es va crear i es va desenvolupar entre els segles vii i xv, esdevenint el tercer gran estil artístic medieval, a més dels dos grans estils de l'Occident europeu cristià, el romànic i el gòtic. Aquest nou art, gràcies a l'expansió de l'islam, s'estendrà ràpidament per la riba mediterrània oriental i el Pròxim Orient, arribant fins a Pèrsia i l'Índia, així com per tota la zona de la Mediterrània occidental, des del nord d'Àfrica fins a la península Ibèrica.
L'art islàmic presenta una certa unitat estilística deguda als desplaçament dels artistes, dels comerciants, dels comanditaris i de les obres. L'ús d'una escriptura comuna en tot el món musulmà i la importància particular de la cal·ligrafia reforcen aquesta idea d'unitat. Altres elements han estat posats en valor de manera general, com l'atenció portada a les arts decoratives i la importància que es dona a la geometria i a les decoracions en entapissat. Tanmateix, malgrat aquest trets comuns, aquest art presenta una gran diversitat de les formes, segons els països i les èpoques.
Pel que fa a l'arquitectura, certs edificis amb funcions específiques, com les mesquites i madrasses, presenten formes molt variades però segueixen sovint el mateix esquema de base. Si l'art islàmic no es manifesta gairebé gens en l'escultura, el treball dels objectes de metall, d'ivori o de ceràmica ateny sovint una gran perfecció tècnica. També destaquen la pintura i la il·luminació dels llibres sagrats i profans amb representacions humanes, d'animals i, malgrat que no sigui corrent, fins i tot del Profeta.

## Els límits cronològics
El període clàssic de l'art islàmic és el comprès entre l'aparició de la nova religió l'any 622 i l'expansió dels grans imperis al llarg dels segles XV i XVI, tot i que l'islam és encara un fenomen ben vivent i algunes de les realitzacions més conegudes de l'art musulmà són de l'època moderna, com ara el Taj Mahal a l'Índia (segle xvii).

### Periodització

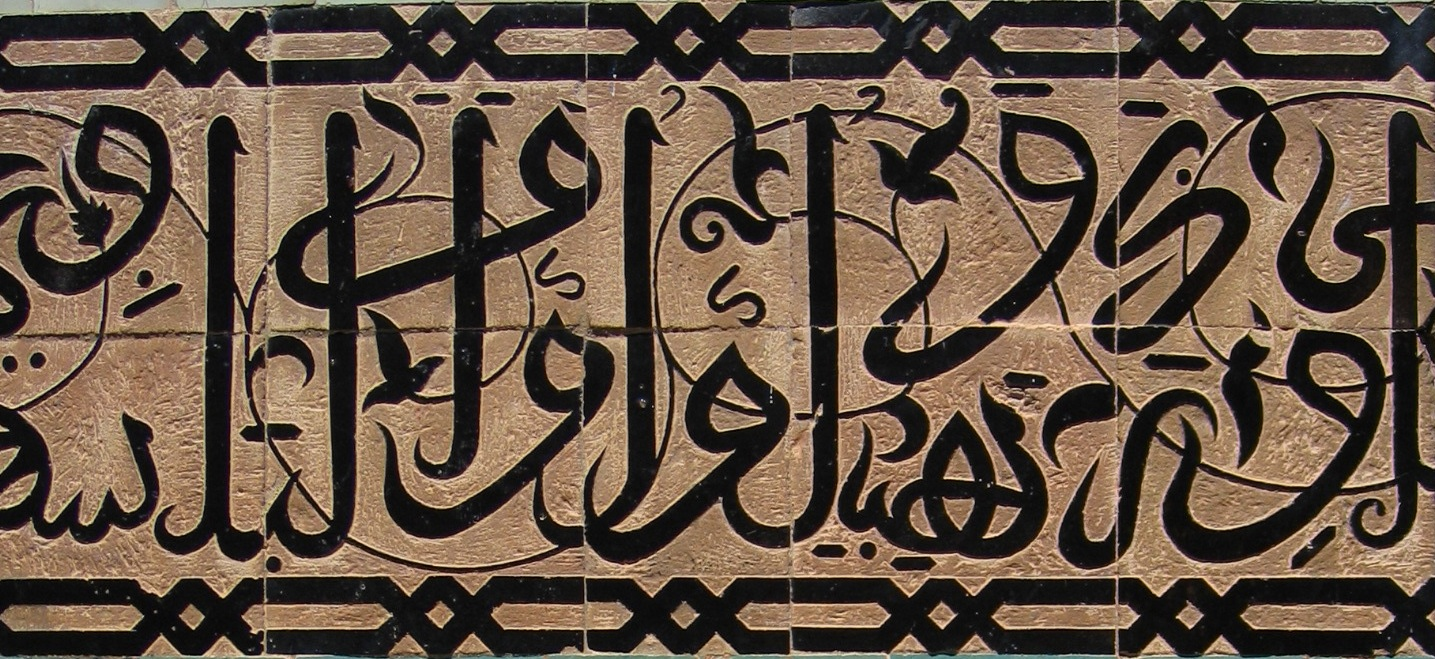
Cal·ligrafia mural al Marroc

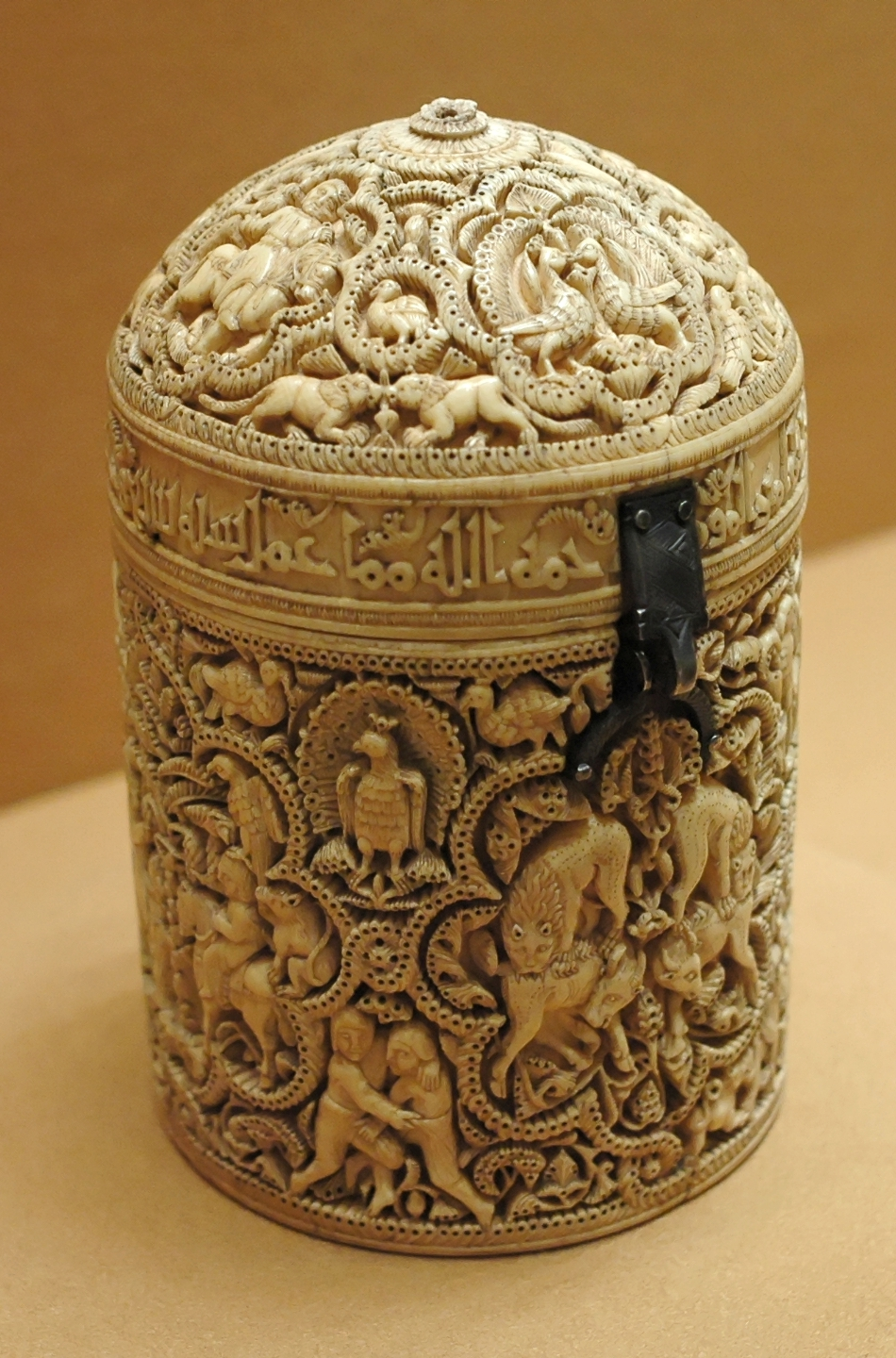
Píxide d'Al-Mughira, en ivori, Al-Àndalus, 968

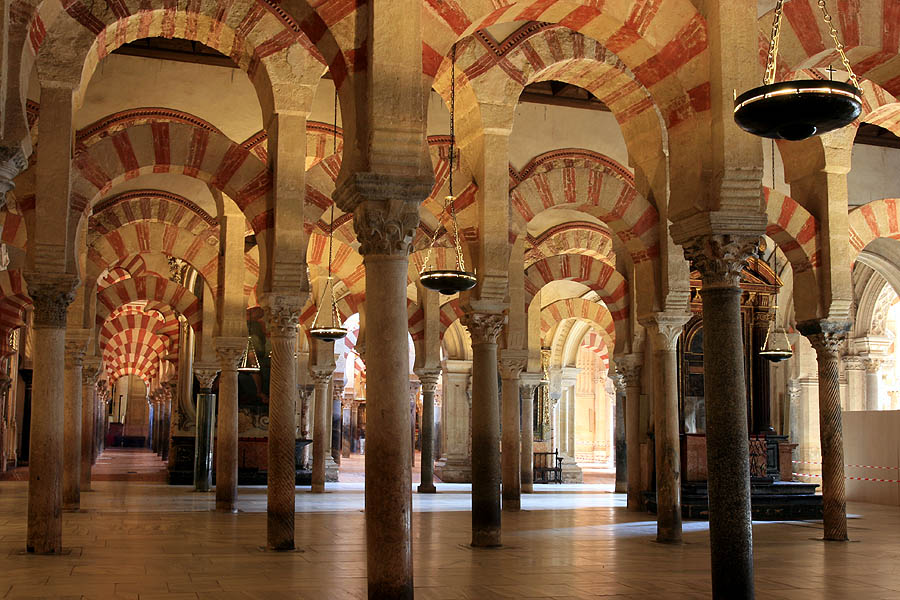
Interior de la mesquita de Còrdova

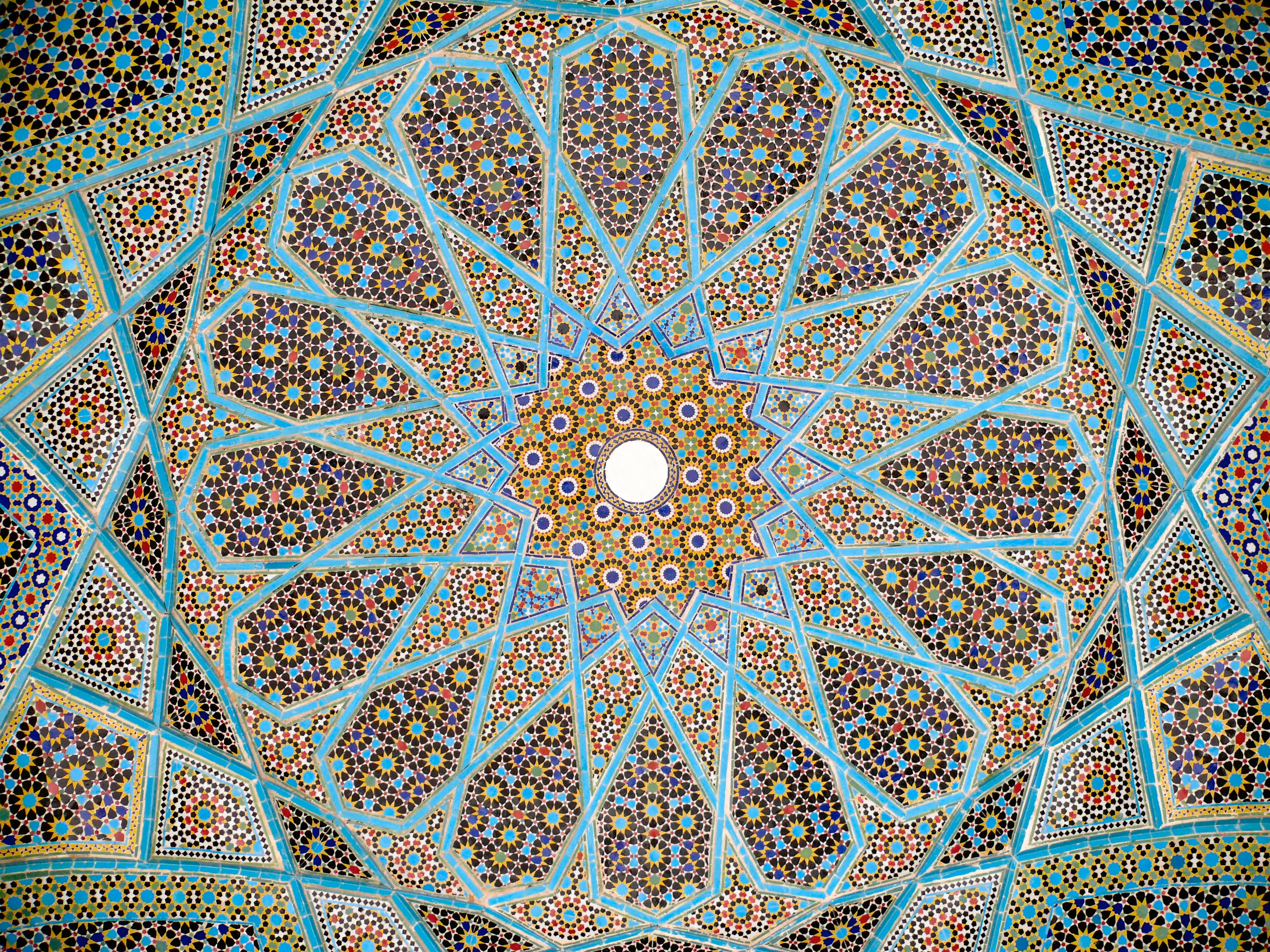
Sostre de la tomba del poeta persa Hàfidh, Iran, 1400

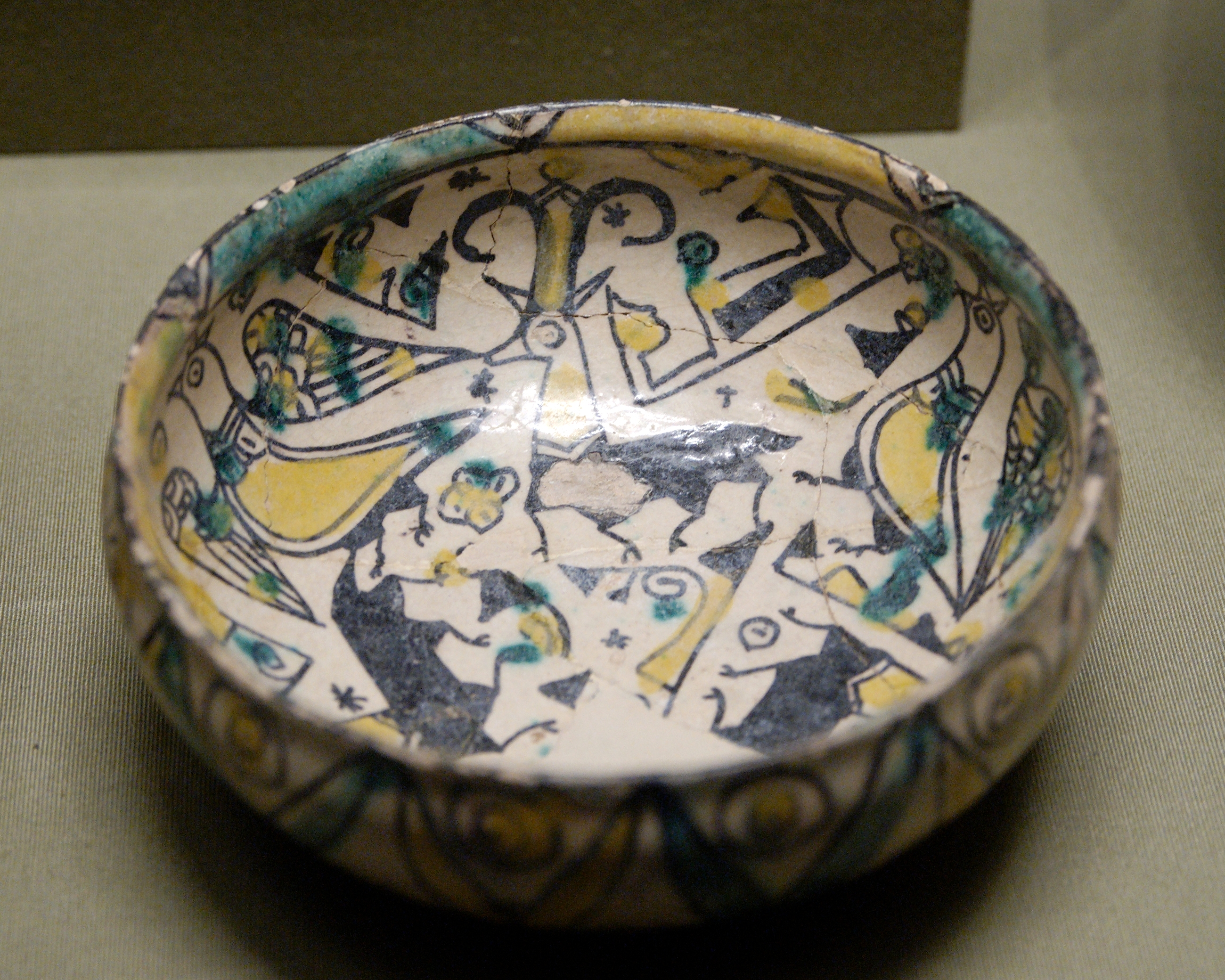
Bol de ceràmica, segle X

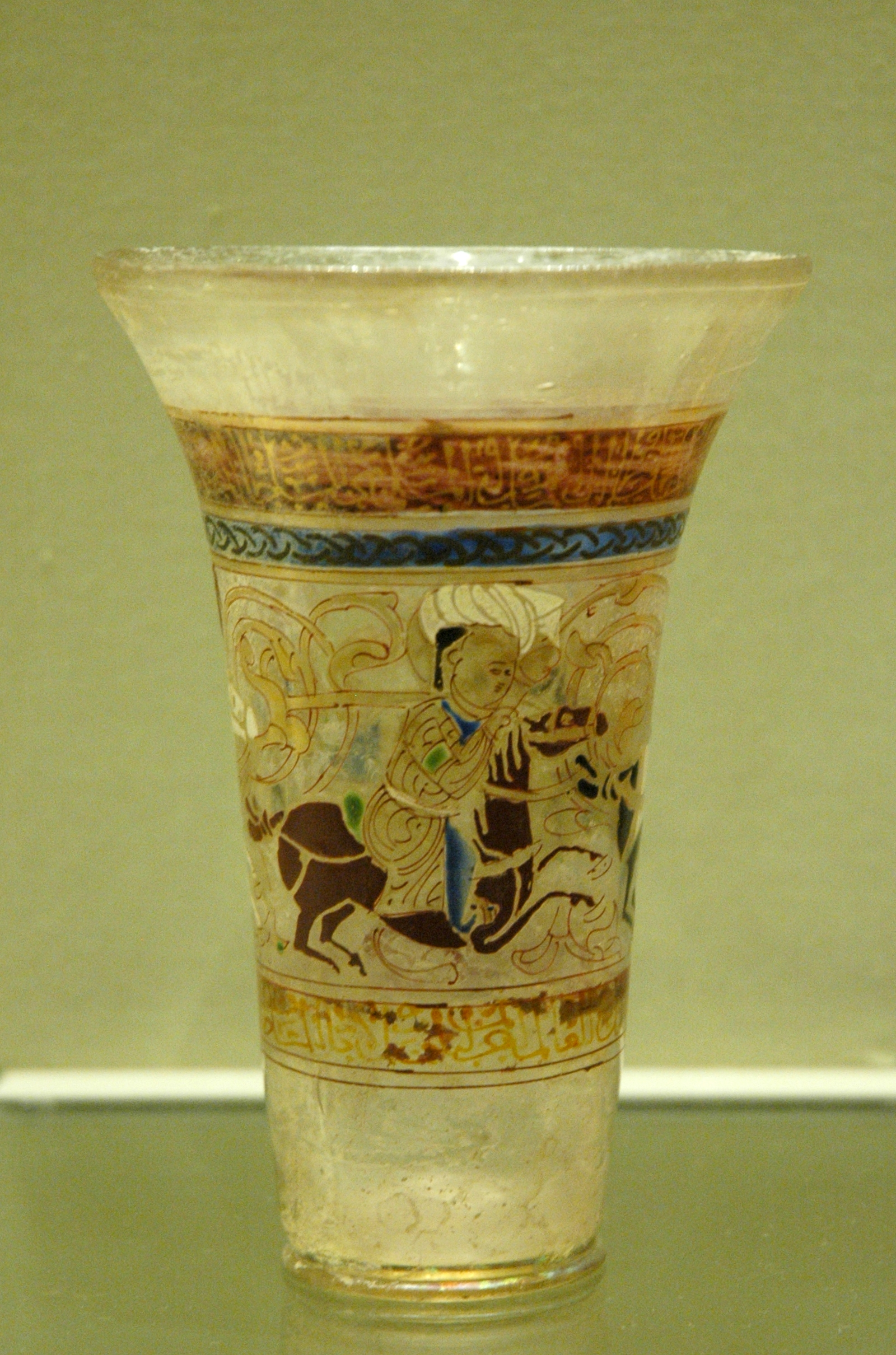
Vas dels cavallers, vidre bufat amb esmalt i or, Síria,

#### Període de formació i expansió (delsegleviifins alsegleix)
Unificació d'Aràbia i els primers califes (622-661); dinastia omeia amb capital a Damasc i un primer període d'esplendor (661-750); dinastia abbàssida (capital a Bagdad) i accentuació del caràcter oriental.

#### Període dels tres califats (segles X-XI)
L'islam deixa de ser un imperi unificat i al seu territori s'estableixen tres califats independents: l'abbàssida (Bagdad), l'omeia (Còrdova) i el fatimita (Egipte). Les formes artístiques tendeixen a assolir trets regionals diferents.

#### Període de disgregació (segles XII-XIV)
Els extrems occidental i oriental de l'islam pateixen períodes d'inestabilitat a causa principalment dels cristians a Occident i dels mongols a Àsia. Apareixen nous imperis de vida efímera (els almoràvits i els almohades a Àfrica).

#### Període dels grans imperis (segles XV-XVI)
Es formen els tres grans imperis que defineixen l'islam modern:
- l'Imperi Otomà (Balcans, Anatòlia, Síria, Aràbia i nord d'Àfrica)
- l'imperi safàvida (Pèrsia)
- l'imperi mogol (nord de l'Índia).

## Trets generals de l'art islàmic
- Els musulmans eren tolerants amb les altres religions, i assimilaren aspectes de la religió jueva i cristiana. Això donà lloc a un art eclèctic que assimilà les aportacions hel·lenístiques, romanes, romanes d'Orient, sirianes i perses.
- L'arquitectura és la manifestació artística més important que integra les altres arts. Com que la tradició musulmana rebutja les representacions d'imatges humanes en un context religiós, la pintura i l'escultura a la manera occidental són escasses, en canvi, es desenvolupen força les decoracions murals abstractes, pintades, en mosaic o en ceràmica vidriada.
- La mesquita és l'edifici emblemàtic de l'art de l'islam. Però també tenen importància alguns edificis civils, especialment els palaus, ja que, en gran manera, l'art es posa al servei d'un estat teocràtic en què el poder civil i el religiós es barregen.
- Finalment, com a element bàsic de l'art islàmic, cal destacar l'interès pels espais interiors més que no pas pel caire monumental.

## Arquitectura
Els materials més utilitzats són el maó i la pedra juntament amb maçoneria, guix i, a les cobertes, fusta.
En els revestiments murals són freqüents la ceràmica vidrada, mosaic, plaques de marbre o pedres decorades.
Com a elements de suport trobem pilars i columnes (de vegades se superposen els dos sistemes com a la Mesquita de Còrdova). Els capitells són molt variats: clàssics (reutilitzats) i també vegetals, cúbics, mocàrabs i calats.
Utilitzaven estructures adovellades com l'arc i la volta. També feien servir amb profusió l'arc de mig punt, l'arc de ferradura i l'arc de ferradura apuntat. Amb caràcter decoratiu s'utilitzen molt els lobulats, els mixtilinis i els entrecreuats.
Per a ressaltar el caràcter decoratiu de l'arc feien servir recursos com l'alternança de colors en les dovelles i l'emmarcament de l'arc per un arrabà.
Les cobertes són generalment de fusta amb cassetons, també sovint es fa servir la volta de creueria.
Quant al plantejament general dels edificis aquests són generalment de poca alçada i de formes senzilles. Gran importància tindran els jardins i els jocs d'aigua.
Els elements decoratius són potser l'aportació més original de l'arquitectura islàmica. Es tendeix a l'abstracció, a la representació rítmica dels motius i a la decoració minuciosa que omple grans superfícies: horror vacui. La prohibició de representar persones i animals en els edificis religiosos té molt a veure amb aquesta decoració.

### Cinc motius principals
- Decoració epigràfica: recorda als fidels els missatges religiosos. A més el caràcter estilitzat de l'escriptura àrab li permet adaptar-se a les superfícies arquitectòniques.
- L'ataúric: decoració amb base de formes vegetals com la fulla d'acant coríntia.
- Arabesc: entrellaçat de línies i figures geomètriques. Per extensió, s'anomena arabesc a la decoració àrab característica.
- Mocàrab: element decoratiu de guix o fusta format per petits prismes juxtaposats i superposats verticalment com estalactites que adorna la part interior de la cúpula, l'arc i les voltes. També s'utilitzà als capitells.
- Els panys de sebka: xarxa de rombes formada per sèries d'arcs superposades.

A més, és freqüent l'ús d'elements constructius com les superposicions d'arcs, amb funció merament decorativa.

## Cal·ligrafia i il·luminació
La cal·ligrafia, aspecte essencial de l'àrab escrit, es va desenvolupar en manuscrits i en decoració arquitectònica. Aquesta forma d'art visual es pot trobar adornant les parets dels palaus, l'interior i les cúpules de les mesquites, així com l'estructura circumdant dels minbars. La cal·ligrafia utilitzaria una varietat d'escriptures estilitzades i estandarditzades, dues escriptures principals, entre elles, la cúfica i naskh. La ceràmica, els treballs metàl·lics i la cristalleria també estaven brillantment decorades amb motius geomètrics i colors vibrants.
La il·luminació dels manuscrits va ser un art important, i la miniatura persa va florir al món persa influint en l'art de la miniatura a la cort otomana i mogol entre els segles XVI i XVII. Existeixen molt pocs registres supervivents de pintura mural, especialment aquells que representaven el rostre humà. Un exemple rar d'això són els fragments de principis del segle ix procedents de les ruïnes del palau Dar al-Khilafah de Samarra del període abbàssida. Es tracta de fragments de pintures murals més grans que representen dones del harem, roba de l'època i animals.